# Erlauf
Erlauf je městys v Rakousku ve spolkové zemi Dolní Rakousy v okrese Melk. Žije zde přibližně 1 100 obyvatel.

## Geografie

### Geografická poloha
Erlauf se nachází ve spolkové zemi Dolní Rakousy v regionu Mostviertel. Rozloha území městyse činí 9,66 km², z nichž 19,8 % je zalesněných. Územím městyse protéká řeka Erlauf.

### Doprava
Přes území obce prochází Zemská silnice B1 (Wiener Straße B 1). Souběžně s ní tu také prochází Dálnice A1 (West-Autobahn A1), na kterou však není v městysi napojení. Mimo silniční dopravu prochází městysem také železniční trať.

### Části obce
Území městyse Erlauf se skládá z osmi částí (v závorce uveden počet obyvatel k 1. 1. 2018):
- Erlauf (716)
- Harlanden (47)
- Knocking (38)
- Maierhofen (20)
- Niederndorf (156)
- Ofling (25)
- Steinwand (16)
- Wolfring (51)

### Sousední obce
- na severu: Pöchlarn
- na východě: Zelking-Matzleinsdorf
- na jihu: Bergland
- na západě: Golling an der Erlauf

## Politika

### Obecní zastupitelstvo
Obecní zastupitelstvo se skládá z 21 členů. Od komunálních voleb v roce 2015 zastávají následující strany tyto mandáty:
- 12 ÖVP
- 3 SPÖ
- 2 EA
- 2 FPÖ

### Starosta
Nynějším starostou městyse Erlauf je Franz Engelmaier ze strany ÖVP.